# پیم‌چانوک لوویسادپایبول
پیم‌چانوک لوویسادپایبول (تایلندی: พิมพ์ชนก ลือวิเศษไพบูลย์؛ انگلیسی: Pimchanok Luevisadpaibul، زادهٔ ۳۰ سپتامبر ۱۹۹۲) که با نام بای‌فرن (تایلندی: ใบเฟิร์น؛ انگلیسی: Baifern، به معنای «برگ فرن») شناخته می‌شود، بازیگر و مدل اهل تایلند است.